# SOHO (ruimtesonde)
SOHO is een ruimtetelescoop die de Zon observeert. Het is een samenwerkingsproject van de ESA en de NASA. De afkorting SOHO staat voor Solar and Heliospheric Observatory (Nederlands: "Zon- en heliosfeerobservatorium"). Toch wordt deze ruimtesonde niet alleen gebruikt om de Zon te observeren. In maart 2024 waren er al 5000 kometen met SOHO ontdekt
SOHO bevindt zich in een baan met een halve lange as van ongeveer 660.000 km rond het Lagrangepunt L1, dat zich op ongeveer 1,5 miljoen km van de Aarde in de richting van de Zon bevindt. Omdat hij geen baan om de Aarde of de Zon beschrijft is SOHO een ruimtesonde en geen satelliet.
SOHO heeft verschillende instrumenten aan boord, waaronder:
- Telescopen om het spectrum van het licht dat de zon uitstraalt vast te leggen.
- Een speciale corona groothoek telescoop.

## Geschiedenis
De sonde werd op 2 december 1995 gelanceerd vanaf Cape Canaveral. De bedoeling was dat SOHO na twee jaren afgedankt zou worden, maar vanwege zijn enorme succes werd de missie in 1997 voor zes jaar verlengd, tot 2003. Nog later (in 2002) werd er besloten dat deze zes jaar nog eens verlengd kon worden naar 10 jaar (tot maart 2007), om de sonde een complete zonnecyclus van 11 jaar mee te laten gaan. In 2009 werd de missie nogmaals verlengd, tot december 2012.
In juni 1998 ging alle controle over SOHO verloren en werd pas na 3 maanden hersteld. Bijna alle instrumenten bleken nog goed te werken, behalve twee van de drie gyroscopen. In februari 1999 werd nieuwe software geïnstalleerd die deze defecte gyroscopen negeerden.

## Beeldmateriaal

Een plasmawolk uitgestoten door de zon op 28 october 2021

Veel mensen herkennen misschien het beeldmateriaal afkomstig van SOHO; dit beeldmateriaal verschijnt bijvoorbeeld weleens in het nieuwsjournaal op televisie tijdens een grote zonnevlamuitbarsting. Deze uitbarstingen kunnen namelijk de communicatie (via satellieten) op aarde storen.